# Indophthalmus trilineatus
Indophthalmus trilineatus är en tvåvingeart som beskrevs av Cherian 2002. Indophthalmus trilineatus ingår i släktet Indophthalmus och familjen fritflugor.
Artens utbredningsområde är Mizoram (Indien). Inga underarter finns listade i Catalogue of Life.